# Schitu Golești
Schitu Golești is een Roemeense gemeente in het district Argeș.
Schitu Golești telt 5041 inwoners.